# L'immortale (serie televisiva)

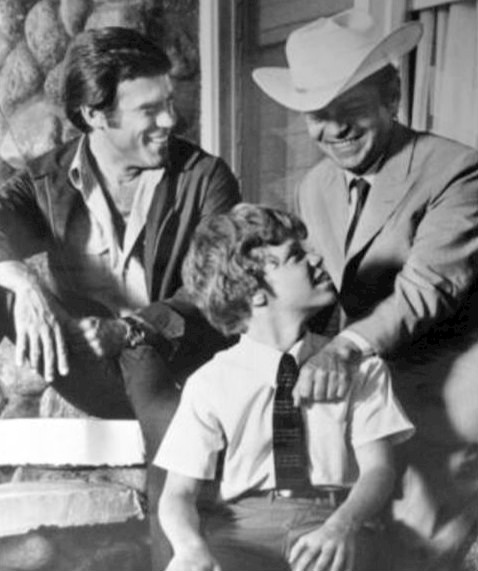
Christopher George, Ross Martin e Mitch Vogel in una foto pubblicitaria della serie.

L'immortale (The Immortal) è una serie televisiva statunitense in 15 episodi trasmessi per la prima volta nel corso di una sola stagione dal 1970 al 1971. Il primo episodio regolare era stato preceduto da un pilot della durata di 73 minuti trasmesso il 30 settembre 1969 sulla ABC e intitolato The Immortal. Il pilota è basato sul romanzo di fantascienza Gli immortali (The Immortals, 1964)  di James Gunn. In Italia la serie è conosciuta anche con il titolo Ben Richards, l'immortale.
È una serie d'azione a sfondo fantascientifico incentrata sulle vicende di un uomo di 42 anni che si rivela essere immortale.
La trama dell'Immortale è molto diversa da quella del romanzo su cui si basa e somiglia maggiormente alla popolare serie televisiva Il fuggiasco, conclusasi dopo quattro stagioni  pochi anni prima dell'inizio de L'Immortale.

## Trama
Ben Richards è uomo impiegato in una grande azienda nei car test. Ha 42 anni, ma sembra un giovane di 25 anni e  non è mai stato malato un solo giorno in vita sua. La vita di Ben cambia quando fa una donazione di sangue. Dopo un ulteriore esame, si determina che il suo sangue contiene tutti gli anticorpi noti ed è immune a qualsiasi malattia, il che lo rende biologicamente immortale. Un miliardario sul punto di morte guarisce grazie ad una donazione del suo sangue e decide che deve controllare la vita di Ben così da poter accedere al suo segreto. Quando Ben rifiuta tutte le offerte del miliardario, questi lo sequestra ma lui riesce a fuggire. Ben diventa così un fuggitivo perché, nonostante il miliardario sia poi morto, è ora inseguito da uno dei suoi ex dipendenti, Fletcher, che ora è alle dipendenze di un altro miliardario, Arthur Maitland, anche lui deciso ad analizzare approfonditamente il suo sangue per carpirne le potenzialità.

## Personaggi e interpreti
- Ben Richards (16 episodi, 1969-1971), interpretato da	Christopher George.
- Fletcher (7 episodi, 1969-1971), interpretato da	Don Knight.
- Arthur Maitland (2 episodi, 1970-1971), interpretato da	David Brian.
- Sylvia Cartwright (2 episodi, 1969-1971), interpretata da	Carol Lynley.
- Jordan Braddock (2 episodi, 1969-1970), interpretato da	Barry Sullivan.
- Heavy (2 episodi, 1970-1971), interpretato da	Frank Orsatti.
- Ray (2 episodi, 1970), interpretato da	William H. Burton.

## Produzione
La serie fu prodotta da Paramount Television e girata negli studios della Paramount a Hollywood in California. Le musiche furono composte da Dominic Frontiere e Leith Stevens.

### Registi
Tra i registi della serie sono accreditati:
- Michael Caffey in 3 episodi (1970-1971)
- Leslie H. Martinson in 3 episodi (1970)
- Don Weis in 3 episodi (1970)
- Robert Douglas in 2 episodi (1970)

### Sceneggiatori
Tra gli sceneggiatori della serie sono accreditati:
- Stephen Kandel in 5 episodi (1970-1971)
- Daniel B. Ullman in 3 episodi (1970)
- Shimon Wincelberg in 3 episodi (1970)
- Robert Specht in 2 episodi (1969-1970)
- Bob Duncan in 2 episodi (1970-1971)
- Wanda Duncan in 2 episodi (1970-1971)
- Ken Trevey in 2 episodi (1970)

## Distribuzione
La serie fu trasmessa negli Stati Uniti dal 30 settembre 1969 (pilot) e dal 24 settembre 1970 (1º episodio) al 14 gennaio 1971 sulla rete televisiva ABC. In Italia che è stata trasmessa con il titolo L'immortale su Rai 1 e con il titolo Ben Richards, l'immortale su emittenti locali.
- in Belgio il 10 gennaio 1971
- in Francia il 30 marzo 1972 (L'immortel)
- nei Paesi Bassi (De onsterfelijke)
- in Spagna (El inmortal)
- in Italia (L'immortale)

## Episodi
| Stagione       | Episodi | Prima TV USA |
| -------------- | ------- | ------------ |
| Prima stagione | 15      | 1970-1971    |